# Timarcha tenebricosa
Timarcha tenebricosa — вид жуков из подсемейства хризомелин семейства листоедов.

## Распространение
Встречается в Англии, Западная и Южная Европа от северной Испании до Болгарии, Турции, Кавказе и Крыму.

## Описание
Жук длиной приблизительно 23 мм. Жуки появляются с апреля по сентябрь. В целях самозащиты выделяет изо рта неприятно пахнущую жидкость. 

## Экология и местообитания
Кормовыми растениями являются подмаренник настоящий (Galium verum) и овсюг (Avena fatua).